# تيكومة منشارية
تيكومة منشارية (الاسم العلمي:Tecoma serrata) هي نوع غير مؤكد من النباتات يتبع جنس التيكومة من الفصيلة البنيونية.